# München Mord: Der gute Mann vom Herzogpark
Der gute Mann vom Herzogpark ist ein deutscher Fernsehfilm von Maris Pfeiffer aus dem Jahr 2023. Es handelt sich um die 17. Folge der Kriminalfilmreihe München Mord mit Bernadette Heerwagen, Alexander Held und Marcus Mittermeier in den Hauptrollen. In der ZDFmediathek wurde der Film am 28. Oktober 2023 veröffentlicht. Die Erstausstrahlung im ZDF war ursprünglich für den 14. Oktober 2023 vorgesehen und wurde auf den 4. November 2023 verschoben.

## Handlung
Der 82-jährige Multimillionär und Verleger Dr. Siegfried Schön verletzt beim Ausparken seines Autos seine Ehefrau Almuth tödlich. Siegfried Schön soll seit einem Schlaganfall vor einem halben Jahr nicht mehr sprechen können und damit für eine Befragung nicht zur Verfügung stehen. Laut Kriminalrat Zangel handelt es sich um einen Unfall, der Fall sei damit abgeschlossen, das Trio bestehend aus Ludwig Schaller, Angelika Flierl und Harald Neuhauser soll nur mehr die Protokolle abtippen und die Akte schließen. 
Schaller will das so nicht akzeptieren, beginnt mit eigenen Nachforschungen und vermutet einen Wutausbruch seitens Dr. Schön mit Todesfolge. Tatsächlich stellt sich heraus, dass Dr. Schön kein Problem mit dem Sprechen hat, Zangel hatte mit ihm sogar selbst telefoniert. Das gesamte Vermögen von mehr als vier Millionen Euro gehörte ausschließlich Dr. Schön, seine Frau besaß nichts davon. Bald darauf ist auch Dr. Schön selbst tot, Todesursache ist Genickbruch. Dr. Heise vermutet als Ursache einen Sturz über die Treppe, dem laut Schaller möglicherweise ein Kampf vorangegangen ist. Aufgefunden wurde Dr. Schön von seiner Haushaltshilfe Natascha Zeller, die ein handschriftliches Testament für ihn aufbewahrt hatte, das sie zum Nachlassgericht zu Tanja Müller bringt. 
Zeller wird kurz darauf nach einem Stromschlag durch ein defektes Handy-Ladegerät tot in der Badewanne aufgefunden. Fremdeinwirkung ist nicht auszuschließen, weil sich im Handy keine SIM-Karte befand und niemand mit einem nicht funktionierenden Gerät in die Badewanne steigen würde. Schaller glaubt ein Muster zu erkennen, wonach jeder Verdächtige bald darauf selbst zum Opfer wird. Aufgefunden hatte Zeller Schöns zweite Haushälterin Kathrin Wolf.
Laut Testament soll das gesamte Erbe von über vier Millionen Euro und drei Immobilien im Herzogpark an den wohltätigen Verein Münchner Hafen gehen, der sich für Flüchtlinge engagiert. 
Allerdings passt das nicht zu den Gerüchten, die Dr. Schön eine rechte Gesinnung unterstellten. Laut Kathrin Wolf habe Dr. Schön rechte Kampfschriften verlegt, vier seiner Autoren wurden vom Verfassungsschutz beobachtet. Zeller habe Dr. Schön regelmäßig einen Orgasmus mit der Hand verschafft und hätte dafür erben sollen. Frau Schön hatte kurz vor ihrem Tod davon erfahren.
Der Notar des Millionärs, Florian Vogelsang, gibt an, dass ihm Schön das Testament persönlich diktiert und unterschrieben habe. Olivia Fallmerayer vom Flüchtlingsverein Hafen und Vogelsang kennen sich vom Chor, in dem seit Kurzem auch Angelika Flierl singt. Dr. Schön hatte zuvor keine Verbindung zum Flüchtlingsverein. Die Wohnung von Natascha Zeller wird von Kriminalrat Zangel freigegeben, der den Fall als Selbstmord und damit als erledigt betrachtet. Paul Hamberger räumt diese bereits leer und möchte dort einziehen. Laut Hamberger war er mit Zeller und seiner schwangeren Freundin in einer polyamoren Dreierbeziehung. Von Tanja Müller vom Nachlassgericht erfährt Neuhauser, dass es zwei Testamente gibt, eines von Natascha Zeller und eines von Florian Vogelsang, wobei das neuere von Vogelsang stammt.
Flierl geht mit Olivia Fallmerayer auf die Geburtstagsparty von Florian Vogelsang und findet in dessen Schlafzimmer ein Aktfoto von Fallmerayer. Laut der handelt es sich dabei allerdings um eine Fotomontage, weil ihre Tätowierung am Oberarm darauf nicht zu sehen ist. Schaller vermutet, dass Vogelsang heimlich in Fallmerayer verliebt ist. Damit sie sich ebenfalls in ihn verliebt, soll er Dr. Schön dazu gebracht haben, das Testament zu Gunsten von Fallmerayers Flüchtlingsverein zu ändern. Möglicherweise hatte Zeller beobachtet, wie Vogelsang Dr. Schön die Treppe runtergestoßen hatte. Vogelsang wird schließlich von der Polizei festgenommen.

## Produktion
Die Dreharbeiten fanden gemeinsam mit dem 18. Teil A saisonale G’schicht vom 11. Oktober bis zum 13. Dezember 2022 in Bayern statt. Produziert wurde der Film von der TV60Filmproduktion (Produzent Sven Burgemeister) im Auftrag des ZDF.
Das Drehbuch schrieben Matthias Kiefersauer und Alexander Liegl, die Kamera führte Nathalie Wiedemann und die Montage verantwortete Simone Sugg-Hofmann. Das Kostümbild gestaltete Theresia Wogh, das Szenenbild Michael Björn Köning, den Ton Rainer Plabst und das Maskenbild Martine Flener und Cornelia Ritz.

## Rezeption

### Kritiken
Rainer Tittelbach vergab auf tittelbach.tv vier von sechs Sternen. So widersinnig einiges an diesem Krimifall auch wirke, am Ende löse sich das Knäuel ohne große Erklärungen auf. Dadurch entstehe nicht der Eindruck, mal wieder einer dieser überkonstruierten Krimiplots auf den Leim gegangen zu sein. Auch ohne spektakulären Krimifall sei man als Zuschauer am Ende wieder zufrieden mit dem moderat schrägen Kellertrio.
Elisa Eberle (teleschau) meinte, dass der Film nicht das spannendste Stück der Kriminalfilm-Geschichte sei. Der dreifache Mordfall und seine Verbindung zu Angelikas Chorfreunden erscheine bisweilen ein wenig konstruiert. Immerhin warte der Film am Ende doch noch mit einem nervenaufreibenden Showdown und einigen schönen Aufnahmen des herbstlichen Münchens auf.
Tilmann P. Gangloff schrieb auf evangelisch.de, dass das eine oder andere Handlungsdetail allzu früh verraten werde, was der Ermittlungsebene ein wenig von ihrer Spannung nehme, und mindestens eine Figur sei etwas eindimensional geraten, sodass Krimifans von der Auflösung nicht so überrascht sein würden, aber es sei wie stets eine große Freude, dem Ermittlertrio zuzuschauen.
Oliver Armknecht bewertete den Film auf film-rezensionen.de mit fünf von zehn Punkten. Der Film sei ist ein durchschnittlicher Teil der Krimireihe. Die Geschichte schwanke zwischen originell und bescheuert. Weniger einfallsreich seien die Witze, die sich zudem noch wiederholen und damit langweilen.

### Quote
Die Erstausstrahlung am 4. November 2023 im ZDF erreichte 6,65 Millionen Zuschauer bei einem Marktanteil von 25,1 Prozent.